# كلارا فيوري
كلارا فيوري هي ممثلة كندية، ولدت في 1983.

## وصلات خارجية
- كلارا فيوري على موقع IMDb (الإنجليزية)
- كلارا فيوري على موقع قاعدة بيانات الفيلم (الإنجليزية)